# Хоминг
Хо́минг (англ. homing, от home — дом) или  инстинкт дома или верность дому — способность животных после миграций возвращаться на свой участок обитания, к гнезду, норе, на нерестилище и т. п. Частный случай территориальности и миграционной пунктуальности, когда кочующие животные возвращаются не только к месту рождения («летний хоминг»), но и к месту зимнего обитания («зимний хоминг»), а также делают одни и те же стоянки на пути между ними.
На примере сивуча можно сделать вывод, что как инстинкт хоминг не абсолютен (вариативен). Он свойственен сивучам, но многие из них при возвращении к местам рождения селятся на других островах.
Хоминг свойственен многим группам позвоночных и беспозвоночных. Так, хоминг описан у брюхоногих моллюсков (морских блюдечек), высших ракообразных, многих насекомых (муравьёв, пчёл, ос и др.), рыб, рептилий (например, морских черепах), птиц и млекопитающих. Особенно важную роль хоминг играет в жизни видов, проделывающих длительные миграции и возвращающиеся в определённые районы для размножения или зимовок. Так, многие виды проходных рыб возвращаются из моря в родную реку для нереста (в родной водоём, видимо, обычно возвращаются в период размножения и многие виды земноводных). Некоторые виды птиц в течение многих лет возвращаются с зимовки не только в один и тот же регион, но и в одно и то же гнездо.
Хоминг характерен для многих видов домашних животных. Особенно он развит у почтовых голубей.
Существует мнение, что из-за глобального потепления хоминг, — как способ массового преселения видов, — станет одним из важнейших экологических феноменов будущих веков и даже тысячелетий.